# Boronia octandra
Boronia octandra är en vinruteväxtart som beskrevs av P. G. Wilson. Boronia octandra ingår i släktet Boronia och familjen vinruteväxter. Inga underarter finns listade i Catalogue of Life.